# William Messing

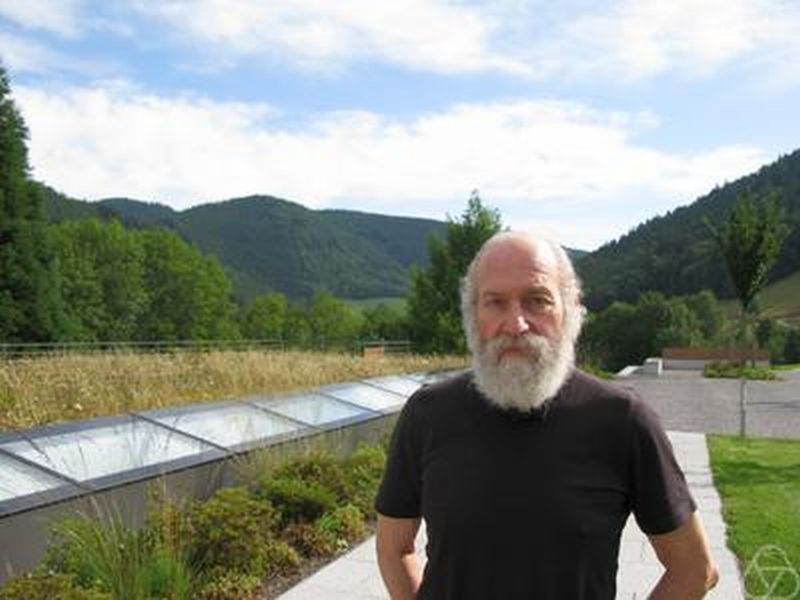
William Messing in Oberwolfach 2008

William Messing ist ein US-amerikanischer Mathematiker, der sich mit arithmetischer algebraischer Geometrie beschäftigt.
Messing wurde 1971 an der Princeton University bei Alexander Grothendieck (und Nicholas Katz) promoviert (The Crystals Associated to Barsotti-Tate Groups: With Applications to Abelian Schemes). 1972 war er Moore-Instructor am Massachusetts Institute of Technology. Er ist Professor an der University of Minnesota (Minneapolis).
Messing befasste sich unter anderem mit der Ausarbeitung eines von Grothendieck vorgelegten Programms der Beschreibung von p-divisiblen Gruppen (Barsotti-Tate-Gruppen), die für die algebraische Geometrie in Primzahl-Charakteristik wichtig sind, durch die Theorie von Dieudonné, die in den 1950er Jahren von Dieudonné bei seinen Untersuchungen über Liealgebren über Körpern endlicher Charakteristik eingeführt wurden. Hier arbeitete Messing auch mit Pierre Berthelot, Barry Mazur und Aise Johan de Jong zusammen.
Mit Jean-Marc Fontaine führte er 1987 syntomische Kohomologie ein für Varietäten über p-adischen Ringen in gemischter Charakteristik in ihrem Beweis des Crystalline Comparison Theorem, das eine Brücke von kristalliner und étale-Kohomologie herstellt.

## Schriften
- Pierre Berthelot, Messing Theorie de Dieudonné cristalline I, Journées de Geometrie Algebrique de Rennes, 1978, Bd. 1, S. 17–37, Asterisque, Bd. 63, 1979
- Pierre Berthelot, Lawrence Breen, Messing Theorie de Dieudonné cristalline II, Springer, Lecturenotes in Mathematics, Band 930, 1982
- mit Berthelot Theorie de Dieudonné cristalline III, in Paul Cartier u. a., Grothendieck -Festschrift, Band 1, 1990, Birkhäuser, S. 173
- Barry Mazur, Messing Universal extensions and one dimensional cristalline cohomology, Springer, Lecturenotes in Mathematics, Band 370, 1974
- Messing: The crystals associated to Barsotti-Tate groups: with applications to abelian schemes, Springer, Lecturenotes in Mathematics, Band 264, 1972